# Mark Gurman
Mark Michajlovič Gurman (hebrejsky מרק גורמן, cyrilicí Марк Михайлович Гурман; * 2. února 1989, Alma-Ata, Kazašská SSR, SSSR) je izraelsko-kazašský fotbalový obránce a reprezentant Kazachstánu, momentálně hráč klubu FK Kajrat Almaty. Syn sovětského fotbalisty Michaila Gurmana.
Ve čtrnácti letech uskutečnil sám bez rodičů aliji, cestu do Izraele.

## Reprezentační kariéra
V A-mužstvu reprezentace Kazachstánu debutoval 10. 8. 2011 v přátelském zápase v Astaně proti Sýrii (remíza 1:1).